# Doom 3: Resurrection of Evil
Doom 3: Resurrection of Evil est une extension du jeu de tir à la première personne Doom 3, sortie le 3 avril 2005.
Resurrection of Evil comporte douze nouveaux niveaux solo, six nouveaux ennemis dont le Hunter, quatre nouvelles cartes multijoueurs ainsi que des nouvelles armes, comme le fusil de chasse à double canon provenant de Doom II.

## Trame

### Synopsis
En 2147, deux ans après les événements de Doom 3, l'UAC (Union Aerospace Corporation) détecte un signal étrange de l'un de ses satellites martiens, et envoie par conséquent une équipe de scientifiques accompagnés de marines sur place pour enquêter. Par la suite, l'équipe trouve un artefact (le « Hellstone », en français la « pierre de l'Enfer ») ; mais les forces de l'Enfer en sont alertées et commencent une nouvelle invasion de Mars. Le joueur, un ingénieur de combat des marines qui découvre le dispositif infernal, doit se frayer un chemin à travers la base, pourchassé par les démons, pour atteindre le docteur Elizabeth McNeil. Dans Doom 3, McNeil était la lanceuse d'alerte qui informa le conseiller Elliot Swann des activités mystérieuses de Malcolm Betruger sur la base de Mars, qui se transformèrent en une invasion par les forces démoniaques alliées à Betruger.
Le marine trouve finalement McNeil, et celle-ci le charge d'arrêter l'invasion en renvoyant l'Hellstone en enfer. Dans son périple, le marine vainc les trois Hunter, les Chasseurs de l'Enfer (les démons qui étaient censés trouver l'artefact) et absorbe leurs pouvoirs dans l'Hellstone.
Le marine arrive en Enfer et se fraye un chemin jusqu'à Betruger, qui est devenu le « Malédicte », ressemblant à un dragon démoniaque. Lors du combat, Betruger mord le marine, mais avant qu'il ne puisse le dévorer, le marine enfonce le Hellstone dans la gorge du Betruger, ce qui le dématérialise. Seul son crâne reste. Le jeu se termine par une lumière blanche brillante, suivie par la voix de McNeil disant : « Marine ? … Bienvenue à la maison ». Cette fin est expéditive : juste après l'intervention de McNeil, le générique de fin arrive brutalement, sans aucune autre explication.

### Personnages

#### Elizabeth McNeil
Elizabeth McNeil supervise l'équipe chargée de découvrir le signal non-identifié dans les cavernes de Mars. Elle donnera ses ordres au joueur et des conseils tout au long du jeu et survivra à l'invasion.
Dans Doom 3, Elizabeth McNeil était une directrice scientifique des laboratoires Delta sur la base de Mars qui travaillait avec le docteur Malcolm Betruger (l'antagoniste principal de Doom 3). Quelque temps avant l'invasion initiée par Betruger, elle se réjouissait de la décision du conseil d'administration de l'UAC d'envoyer le conseiller Eliott Swann (et son garde du corps Campbell) mener une enquête sur Mars au sujet des travaux de Betruger, qui commençaient à l'inquiéter. Cependant, Betruger la fait muter sur Terre quelques jours avant l'arrivée de Swann (et du début de l'invasion), comme le montre un courriel que Pierce Rogers a vainement essayé de lui envoyer (« Ton renvoi sur Terre était en fait une bénédiction, il t'a probablement sauvé la vie… ») et aussi en consultant le PDA de Swann qui contient la correspondance entre McNeil et lui.

#### Docteur Cloud
Le Docteur Cloud aidera le joueur pendant le jeu en lui donnant la clé de l'armurerie et en lui donnant des conseils sur les plus puissants démons.

## Système de jeu
Resurrection of Evil ajoute deux nouvelles fonctionnalités principales au gameplay, que le joueur peut utiliser tout au long de la partie. Le premier est un outil qui a été développé à l'origine pour Doom 3, le « grabber ». Comme le gravity gun (en) du jeu Half-Life 2, le grabber est une arme basée sur la physique du jeu qui permet au joueur de ramasser et déplacer certains objets à distance. Il permet également au joueur d'attraper tout objet lancé, comme des boules de feu, et de les renvoyer à l'ennemi.
Le jeu a été critiqué sur l'utilisation du grabber en raison de la popularité antérieure de l'arme. Les développeurs ont commenté que l'outil était à l'origine dans Doom 3 avant Half-Life 2, et qu'il a été utilisé créer des pièces « endommagées » du jeu : au lieu de construire une pièce en ruine, ils construisirent une pièce immaculée et utilisèrent le grabber pour « l'endommager » de façon réaliste.
La deuxième fonctionnalité ajoutée est l'artefact nommé « Hellstone ». L'artefact possède un certain nombre de capacités, activées chacune après avoir vaincu un démon de type « Hunter ». L'une de ses capacités les plus remarquables est un effet qui modifie la perception du temps qui s'écoule par rapport au joueur, permettant d'afficher l'action lentement (en slow motion ou bullet time) à l'exception des mouvements du joueur. Cet effet est remarquable et sera plus tard un élément-clé du jeu F.E.A.R (2005).
Un autre ajout est le fusil de chasse à double canon. Essentiellement, il est le même que le fusil de chasse ordinaire, sauf qu'il tire deux cartouches à la fois, offrant un pouvoir d'arrêt beaucoup plus grand et tuant la plupart des ennemis avec un seul tir. L'inconvénient est qu'à chaque tir, l'arme doit être rechargée pour pouvoir être utilisée à nouveau. L'arme ressemble ainsi au Super Shotgun à double canon de Doom II: Hell on Earthi.
La capacité des munitions pour les armes est également augmentée (par exemple, la capacité des munitions du fusil à plasma passe de 450 à 500 cartouches).
L'extension présente aussi trois nouveaux mini-jeux sur les bornes d'arcade présentes dans la base de Mars (similaire au jeu Super Turbo Turkey Puncher 3 de Doom 3), utilisables tout au long du jeu : Big Game Hunt Sarge est un jeu d'artillerie, Hellanoid est un clone d'Arkanoid et Martian Buddy Blaster est un jeu de tir.

## Accueil
| Doom 3: Resurrection of Evil (PC) |      |        |
| Média                             | Nat. | Notes  |
| Canard PC                         | FR   | 7/10   |
| Eurogamer                         | US   | 8/10   |
| Gamekult                          | FR   | 6/10   |
| GameSpot                          | US   | 85 %   |
| IGN                               | US   | 84 %   |
| Jeuxvideo.com                     | FR   | 14/20  |
| Joystick                          | FR   | 7/10   |
| Compilations de notes             |      |        |
| Metacritic                        | US   | 78 %   |
| GameRankings                      | US   | 79.5 % |

Pour un critique du site Gamekult : 

« Huit petits mois après la sortie de l'original [Doom 3], Nerve et id Software nous livrent une extension plutôt sympathique. Finalement chiche en vraies nouveautés (...) [le jeu] se montre néanmoins d'une grande efficacité, passées les premières heures (...). Moins axé sur l'ambiance (...), il offre un nouvel éclairage sur le titre et pourra à ce titre convaincre les amateurs de l'original tentés par une nouvelle expérience (...). Pour le joueur lambda, difficile cependant de conseiller cette extension correcte, mais vendue à un prix manifestement excessif. »